# Usipa
L'usipa és la preparació alimentària que es duu a terme amb l'espècie de peix Engraulicypris sardella, molt semblant a la sardina i que es troba en grans bancs de pesca al llac Malawi. És tradicional de les gastronomies de Malawi i Moçambic i molt sovint s'acompanya de nsima, que és l'aliment bàsic de la nació malawiana.
L'usipa es tracta simplement de la venda com a peix sec d'E. sardella i, per tant, després de dur-hi a terme un procés manual o industrial d'assecatge al sol, tot i que també de manera creixent via la tècnica de l'estufatge. És venut en més del 90% dels mercats de Malawi i se'l considera científicament el millor peix per a satisfer les necessitats nutricionals bàsiques: té un preu baix, es pot preservar en sec, és més comú en les quotes de pesca i té millors propietats nutricionals que l'altre peix més habitual a Malawi, l'Oreochromis lidole (conegut com a chambo).
Com passa amb l'nsima, té també un paper cabdal en la subsistència econòmica de moltes llars del llac Malawi. Fins al tombant del segle xx al xxi, les poblacions d'aquesta espècie s'havien mantingut molt estables al llarg de 15 anys i durant aquest període suposaven un 29% de la totalitat de la pesca artesanal de moltes famílies de la zona per a obtenir ingressos. També ho és del PIB de tot l'estat, atès que les exportacions només d'aquest producte de Malawi cap a Moçambic i Zàmbia havien arribat fins a més de 24.100 tones l'any 2016; amb quotes d'usipa fins al 60% del total de peix pescat a tot l'Estat malawià.